# Villa De Wolfskuyl
Villa De Wolfskuyl is een in 1913 naar ontwerp van de Hilversumse architect C. de Groot gebouwde villa aan de Graafseweg in Nijmegen. Het ontwerp bevat invloeden vanuit de landhuisarchitectuur in Engeland en Duitsland. Op 17 april 1913 legde W.H. Hoijer de eerste steen. Van 1933 tot 1941 bewoonden de Kanunnikessen van het Heilig Graf de villa. In 1935 lieten zij Charles Estourgie een rechthoekige kapel links naast de villa bouwen. Van 1948 tot 1989 werd de villa door de Broeders van Oudenbosch bewoond.
Het object is sinds 2002 als rijksmonument in het rijksmonumentenregister ingeschreven.